# Вила Компањи (Терамо)
Вила Компањи (итал. Villa Compagni) је насеље у Италији у округу Терамо, региону Абруцо.
Према процени из 2011. у насељу је живело 43 становника. Насеље се налази на надморској висини од 361 м.